# Bela Kiss

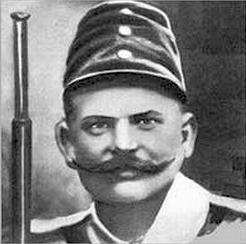
Bela Kiss.

Bela Kiss (1877- ¿?) fue un asesino en serie húngaro, quien se cree mató a 23 mujeres cuyos cadáveres conservaba en bidones de metal, incluyendo a su esposa, así como al amante de ésta.
Kiss era un respetable propietario de una fábrica de hojalata en Czinkota, cerca a Budapest, y vivía solo con su ama de llaves, la señora Jakubec, luego de que su esposa Maria aparentemente lo abandonara huyendo con su amante, un artista llamado Paul Bihari.
Sus crímenes quedaron al descubierto en 1916, cuando a causa de la escasez ocasionada por la Primera Guerra Mundial y mientras él se encontraba incorporado al ejército y luchando en el frente, las autoridades locales decidieron usar la gasolina que Kiss decía haber almacenado en su propiedad en siete grandes bidones de metal. Al examinar el contenido de estos recipientes, de los cuales solo uno guardaba gasolina, encontraron 24 cadáveres conservados en alcohol correspondientes a 23 mujeres que habían sido estranguladas, incluyendo la esposa, así como un cadáver masculino que identificaron como el del amante. Igualmente las autoridades descubrieron correspondencia que delataba como Kiss, adoptando una identidad falsa bajo el apellido Hoffman, seducía a mujeres con promesas de matrimonio convenciéndolas de visitarlo en su casa y entregarle su dinero, escogiendo a sus víctimas entre las que carecían de familia o no serían echadas de menos. 
Cuando las autoridades intentaron detenerlo, Kiss desapareció del hospital de heridos de guerra en Serbia en donde había estado convaleciendo, usurpando la identidad de un joven soldado allí fallecido, por lo cual inicialmente se creyó que Kiss había muerto. Posteriormente fue visto en Budapest, en Rumanía, y se rumoreó que había muerto de fiebre amarilla en Turquía, o que hacía parte de la Legión Extranjera Francesa, así como que vivía en Estados Unidos, pues supuestamente fue visto por un detective de homicidios en el metro de Nueva York, y algunos rumores señalaron que lo habían visto trabajando de portero en un edificio. Su destino final continúa incierto.